# 災害

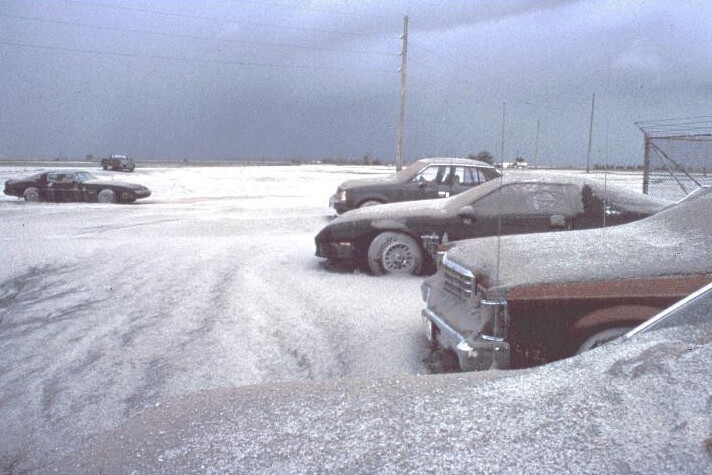
自然的な要因による災害の例（1991年、フィリピン・ピナツボ山の噴火による火山灰での被害）

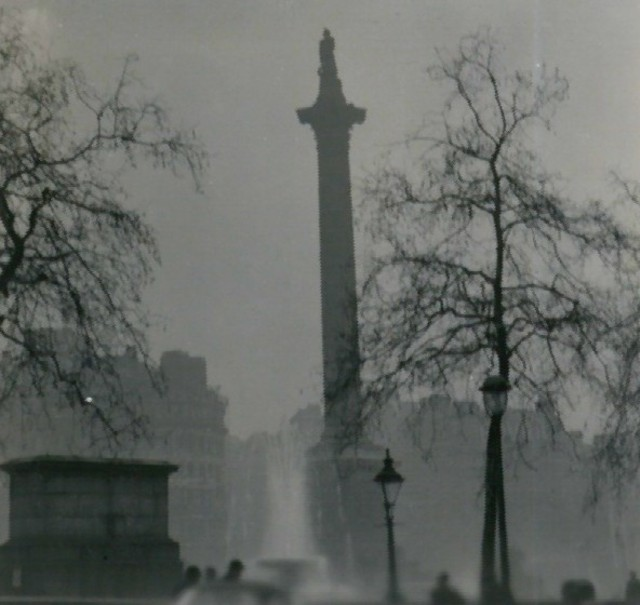
人為的な原因による災害の例（1952年、ロンドンスモッグによる大気汚染の被害）

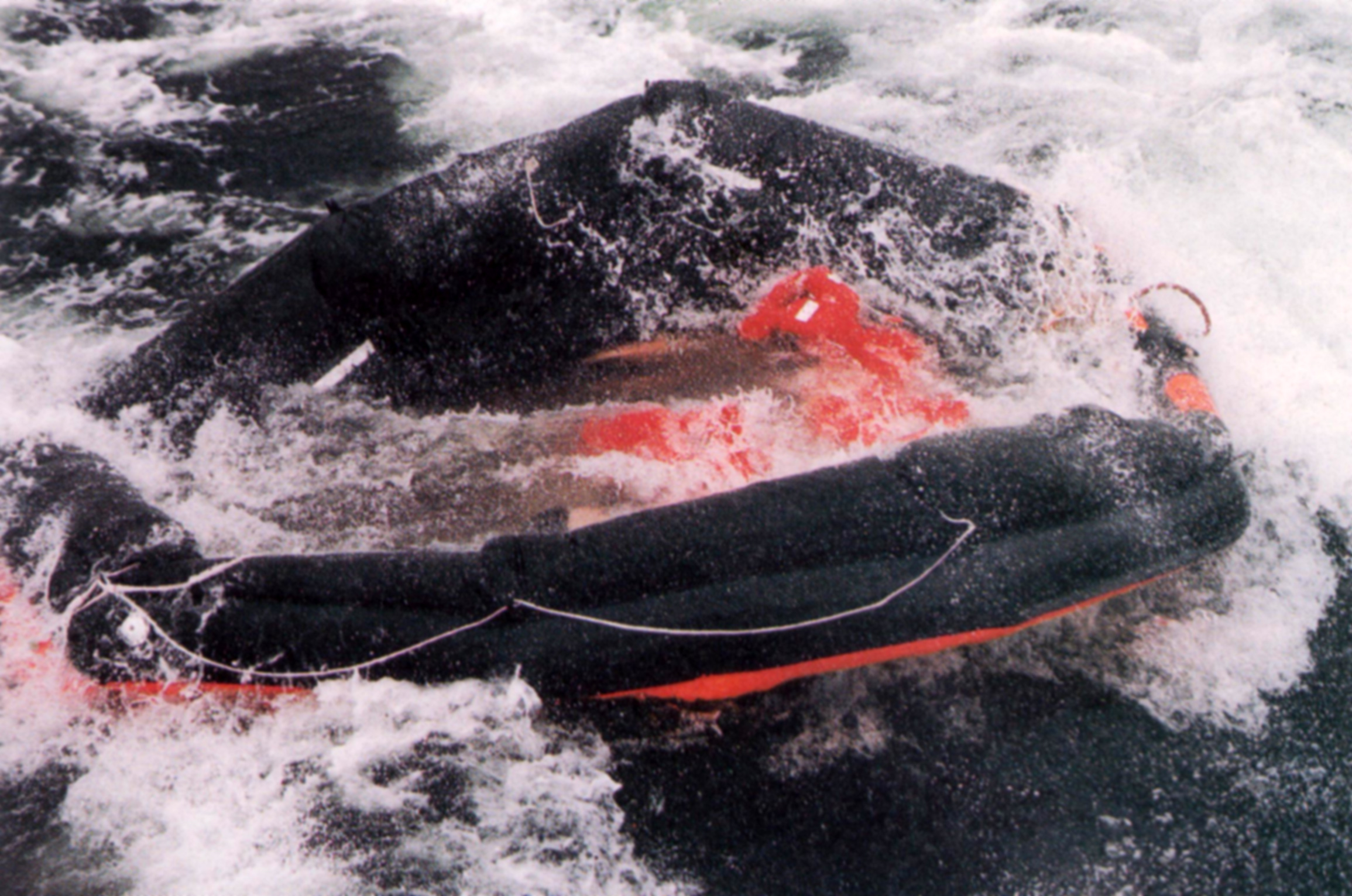
1994年にバルト海に沈んだエストニアのライフクラフト

災害（さいがい、英語: Disaster）とは、自然現象や人為的な原因によって、人命や社会生活に被害が生じる事態を指す。

## 定義と概要
「災害」と呼ばれるのは、人間に影響を及ぼす事態に限られる。例えば、洪水や土砂崩れが発生しても、そこにだれも住んでいなければ被害や損失を受ける者は出ないため、それは災害とは呼ばない。また「災害」という用語は多くの場合、自然現象に起因する自然災害（天災）を指すが、人為的な原因による事故や事件（人災）も災害に含むことがある。通常は、人間生活が破壊されて何らかの援助を必要とする程の規模のものを指し、それに満たない規模の人災は除かれる。
自然災害の性質として、災害の元となる事象を制御することができないことが挙げられる。地震や大雨という現象自体は止めることができない。人工降雨も研究されているが、干ばつを防ぐほどの技術力には未だ達していない。一方、火事や交通事故はそれ自体人間によるものであり、人間による制御がある程度利く事象である。これが、自然災害と人為的災害の相違点である。
ただし、事件・事故と災害の使い分けは必ずしも明確ではない。政治や行政、社会学的観点からは、自然災害および社会的影響が大きな人的災害を災害と考える。一方、労働安全の場面や安全工学の観点においては、その大小や原因に関わらず人的被害をもたらす事態を災害（労働安全においては労働災害）と考える。
災害の要因は大きく2つある。災害をもたらすきっかけとなる現象、例えば地震や洪水のような外力 (hazard) を誘因と言う。これに対して、社会が持つ災害への脆弱性、例えば都市の人口集積、あるいは、裏を返せば社会の防災力、例えば建物の耐震性や救助能力を素因と言う。災害は、誘因が素因に作用して起こるものであり、防災力（素因）を超える外力（誘因）に見舞われた時に災害が生じる、と考えることができる。この外力は確率的な現象であり、規模の大きなものほど頻度が低くなる。そのため、「絶対安全」は有り得ないことが分かる。そして、誘因をよく理解するとともに、素因である脆弱性を低減させること（防災力を向上させること）ことが被害を低減させる。
例えば、1995年に発生したマグニチュード(M) 7.3の兵庫県南部地震（阪神・淡路大震災）では6千人以上の死者が出たが、5年後の2000年に発生したM7.3の鳥取県西部地震では死者が出なかった。これは、阪神間という都市への人口集中が社会の混乱の規模、つまり脆弱性を増大させていたことを示している。単に「外力が大きければ大きな災害になる」と思われがちであるが、実は、外力が同じ規模でも、社会の脆弱性や防災力の高さが災害の様相を大きく変えるのである。またこのことから、「自然災害」に分類される災害においても人為的な要因が大なり小なり存在することが分かる。
災害により被害を受けた地域を被災地（ひさいち）、被害を受けたものを被災者（ひさいしゃ）という。1993年に採択された「ウィーン宣言及び行動計画」では、自然災害と人的災害について言及し、国際連合憲章と国際人道法の原則に従って、被災者に人道支援を行うことの重要性を強調している。
なお、災害の程度に応じて「非常事態」「緊急事態」 (emergency) と言う場合もある。これは、政府や行政が通常時とは異なる特別な法制度に基づいた行動に切り替える非常事態宣言のように、通常時とは異なる社会システムへの切り替えを必要とするような激しい災害を指す。

### 災害観

災害における外力の大きさと発生頻度の関係（河田・2003年の図を改変）。災害が確率的であることを示している。異常な外力による巨大災害も、確率は低いが発生しうる。

災害を防ぐということを考えてみる。災害を起こす外力を完全に制御できれば災害がなくなるが、それは現在の科学技術では不可能であるし、経済性をとっても現実的ではない。他方、災害は確率的であり、社会が経験していないあるいは忘れているような大きな災害が、いつかはやってくる。そして、経済性などの限界により、災害を抑止する施設を無限に強化することはできない。そのため、災害に関して絶対安全というのは存在しない。
一方で、治水技術の向上により一定レベルの水害の抑止が可能となったことで、水害については「制御可能感」が生じている。また、地球上の地形はいわば災害の繰り返しによってできており、地形や地層などを手がかりにして長期的にその土地が受けやすい災害の種類を推測することは可能である。
災害は、社会、あるいは個人の生命や財産に対するリスクである。災害のリスクに対する価値観は、身近な例として住居を考えると、回避型（めったにない災害に備えて労力や出費を厭わず安全な暮らしを求める）、志向型（頻度の低い災害に備えるより、当面のメリットである費用の低さや快適性を求める）、その中間の3タイプに分類できる。リスクマネジメントの観点で見れば、志向型は、防災の手間や費用を省くことで他の面で得をするという、ある種の「賭け」に出ているとみなすことができる。そもそも、防災は、災害に直面したその時には自らの生死を分ける厳しいものであるにもかかわらず、普段の生活の中ではどこか縁遠いものと感じてしまう傾向がある。これを防ぐためには、身近な地域の災害のリスクについて具体的に理解を深めたりすることが必要とされる。
災害に直面した人の心理を説明するプロセスの1つとして、不安喚起モデルがある。人は不安が喚起された時、以下の3パターンによって不安を解消しようとする、というものである。
- 1.自主解決 - 自ら、情報を入手し、危害が自分に及ぶかどうか、また危害を避けるにはどうすればよいか判断する[13]。
- 2.他者依存 - 信頼できる他者に判断を任せる[13]。
- 3.思考停止 - 考えるのをやめる。安全と思い込む。拒否する[13]。

災害時に避難を判断する場面において、生存のために望まれるのは1.自主解決により自分の命を守る最善の努力をしようとすることであり、2.他者依存や3.思考停止はそういった努力を妨げる方向に働く。しかし、例えば水害への制御可能感への裏返しとして行政への責任を求める傾向は2.他者依存を助長し、生命の限界を直視せず楽観視するという誰もが持つ心理特性は3.思考停止を助長するため、人間の心理特性として1.自主解決を行うのは容易ではない。そのため、防災教育を通して1.自主解決へ導き災害時の柔軟な判断を可能にすることが必要と考えられる。
また、「災害は忘れたころにやってくる」という言葉があるように、大きな災害を経験したとしても、経験を伝承する先人の言葉や教訓は次第に忘れ去られ、風化していくのが常である。近代に津波被害を受けて高台に移転しても、より便利な海辺へと次第に回帰し、再び住居が建てられるようになった地域が存在している。高台移転については、当初は津波への恐怖が「職住分離」の不便さを上回っていても、やがて時間とともに変わっていくため、これを維持するための配慮が必要となる。また、堤防によって守られていても、それに依存せず教訓を伝えていく努力が必要となる。

### 災害と法律
災害は法律で定義される場合もあるがその対象や規模は一律ではない。
災害の種類
例えば日本の災害対策基本法では、災害を「暴風、竜巻、豪雨、豪雪、洪水、崖崩れ、土石流、高潮、地震、津波、噴火、地滑りその他の異常な自然現象又は大規模な火事若しくは爆発その他その及ぼす被害の程度においてこれらに類する政令で定める原因により生ずる被害」と定義している（第2条第1項、2015年7月時点）。ここで、これらに類する政令で定める原因としては「放射性物質の大量の放出、多数の者の遭難を伴う船舶の沈没その他の大規模な事故」が定められている（同法施行令第1条）。従って、災害対策基本法上の災害には自然災害以外の原因による災害も含まれる。
また、公共土木施設災害復旧事業費国庫負担法は自然災害のみを対象としているが、公立学校施設災害復旧費国庫負担法は火災などの人為的災害も対象にしている。
災害の規模
日本の災害対策基本法における災害には定量的な基準があるわけではなく、国民の生命、身体、財産に相当程度の被害を生じるような場合が想定されている。一方、災害救助法では、対象とする災害について市区町村の人口に応じ滅失した住家の数によって基準が設けられている。

## 災害の種類
主な災害をその分類とともに示す。

### 社会学的定義
自然災害
気象災害
雨（大雨・集中豪雨）に起因するもの - 洪水（河川の氾濫、内水氾濫）、土砂災害 （斜面崩壊、がけ崩れ、土石流、地すべり）など
風に起因するもの - 強風・暴風、竜巻、高潮、波浪
雪に起因するもの - 雪崩、積雪、吹雪
雷に起因するもの - 落雷
中長期の天候に起因するもの - 干害（干ばつ）、冷害（冷夏）、熱波、寒波
その他 - 霜害、雹害、土地の隆起や沈降、蝗害
地震
地震に起因するもの - 液状化、津波、岩屑なだれ、がけ崩れ、（地震）火災
噴火
噴火に起因するもの - 降灰、噴石、溶岩流、火砕流、泥流、山体崩壊、津波
人為的災害
列車事故、航空事故、海難事故、交通事故、火災（いずれも大規模なものに限る）
爆発事故、炭鉱事故、石油流出、化学物質汚染、原子力事故（原子力災害）
テロ（テロ災害）、戦争（戦災、武力攻撃災害）
NBC災害、CBRNE災害、武力攻撃原子力災害
なお、他の災害に比べて被害の程度やその広がりが著しい災害を「大規模災害」と呼ぶことがあるが、具体的な定義はない。被害の広がりに着目した場合、「広域災害」と呼ぶこともある。これらは甚大な被害によって外部からの救援を必要とする場合が多い。また、都道府県を跨ぐ規模の災害を「スーパー広域災害」と呼ぶこともあるが、これは日本の災害対策が市町村や都道府県ごとの縦割りとなっていて、都道府県を跨いだ大規模避難や救援などの災害対策の連携に難点が見られることから作られた用語である。
このほか、いわゆる災害の「ダブルパンチ」とよばれるような、複数の誘因が重なった災害を「複合災害」という。例えば、2011年の東日本大震災は地震と津波の被災地で福島第一原発事故が発生した。2004年10月の新潟県中越地震の被災地は、同年7月に豪雨に見舞われており、翌年1 - 2月にはさらに豪雪に見舞われた。

### 安全工学的定義
突発的事象により引き起こされるものを非常災害、日常的な生活の中で引き起こされるいわゆる"事故"を日常災害と呼ぶ。安全工学では、日常災害、労働災害を含めた広範な事象を災害として扱う。一時に3人以上の労働者が業務上死傷又はり病した災害事故を「重大災害」と称する。
人為的災害
日常災害（事故）または労働災害
転落、転倒、落下物による受傷、中毒、溺水、火傷、感電
その他
製品欠陥に伴う製品事故、食品事故、医療事故
暴動、犯罪

## 災害の防止と対応
災害を未然に防止する対応は、被害が生じないようにする被害抑止と、被害が生じてもそれを少なくし、立ち直りがスムーズになるようにする被害軽減に大別される。一方、災害発生後の対応は、救助や避難所の運営などの応急対応と復旧・復興に大別される。これらが防災を構成する。これらに加えて、自然災害のメカニズムやそれを抑止する技術の研究、災害の予測（ハザードアナリシス）、それらの知識の普及（防災教育）なども重要な要素である。
- 災害派遣 - 大規模な災害が発生した場合、主に都道府県知事が自衛隊に対して捜索や救助活動などの支援のために要請する。
- 公衆電話 ‐ 災害時優先電話である公衆電話は停電時でも使える[23]。
- 00000JAPAN ‐ 災害時や通信障害時に開放される公衆無線LAN・Wifi。
- 自動販売機 ‐ 一部の自動販売機は、被災時に被災者に飲み物などを提供する[24][25]。
- 移動郵便局（英語版） ‐ 被災地でATM機能などを設けた移動車両に郵便局の機能を持たせ、ゆうパックなども扱える[26]。
- 激甚災害に対処するための特別の財政援助等に関する法律

## 災害の予測
自然災害は、規模に頻度が反比例する確率的な現象である。つまり、自然災害を起こす外力が大きくなるほど頻度が小さくなるうえ、その上限を理論的に特定することができないという特徴を持っている。歴史記録の中から得られる自然災害の情報で信頼のおけるものは数百年程度であり、それを超える「1,000年に一度」というような低頻度の大きな災害については分からない部分が出てきてしまう。そのため、ハード対策では「設計基準外力」（計画外力）を設定してそれ以下の外力では被害が一切出ないように堤防などの構造物を設計し、ソフト対策では既往最大あるいは予想される一定レベルの外力を設定してハザードマップを作成しその場合における被害想定を行う。ただし、設計基準外力を設定するにあたっては、設定を高くすればするほど費用がかさむため、経済性との兼ね合いや住民の合意などの調整が必要となる。なお、これらの外力の再来間隔を確率年という。
一方で、被害想定はあくまで現段階で考えられうるものに過ぎず、想定を上回る「想定外」の事態が発生する可能性は常に存在する。東日本大震災が従前の被害想定を上回る規模であったように、である。そのため、「想定外」に対応できるようにしておくことも求められる。

## 災害史

### 最も被害の大きな自然災害
- 中国大洪水（1931年7月-11月） : 死者14万5,000人–400万人、20世紀以降の洪水災害として最大
- ボーラ・サイクロン（1970年11月7日 - 11月13日） : 死者30万–50万人、サイクロン災害として史上最悪
- 唐山地震（1976年7月28日） : 死者242,000–655,000人、20世紀以降の地震災害として最大
- スマトラ島沖地震 (2004年)（2004年12月26日） : 死者226,566人、津波災害として観測史上最悪
- プレー山噴火（1902年5月8日） : 死者約30,000人、20世紀以降の火山災害として最大
- バルガス災害（1999年12月15日） - 死者10,000 - 50,000人、地滑り災害として史上最大
- イラン吹雪災害（1972年2月） : 死者4,000人、吹雪災害として観測史上最悪(en:1972 Iran blizzard)
- Daulatpur–Saturia竜巻（1989年） : 死者約1,300人、竜巻災害として観測史上最大(en:Daulatpur–Saturia tornado)